# Университет прикладных наук Винер-Нойштадт
Университет прикладных наук Винер-Нойштадт (нем. Fachhochschule Wiener Neustadt, кратко FHWN) — австрийский университет прикладных наук в области технологий, бизнеса, здравоохранения, спорта и безопасности. Международное название — University of Applied Sciences Wiener Neustadt . Основан в 1994 году, главный кампус расположен в городе Винер-Нойштадт, а два меньших кампуса находятся в Визельбурге и Тульне-на-Дунае, а также на базе больницы Рудольфинерхаус в Вене. В настоящее время предлагается обучение по 37 программам бакалавриата и магистратуры на немецком и английском языках. Инфраструктура учебного заведения включает собственную библиотеку и студенческое общежитие. Университет имеет частно-правовая форму организации. С января 1998 года имеет следующую структуру собственности: 70 % принадлежит городу Винер-Нойштадт, 26 % федеральной земле Нижняя Австрия, 1 % Ассоциации развития университета (спонсорская организация), 2 % у города Визельбург, 1 % у Визельбургского кампуса (подразделения) университета.

## История
Университет был основан 3 октября 1994 года. В первый год прошло обучение 169 студентов всего по двум курсам — бизнес-курсу и техническому курсу.
В 1996 году количество студентов увеличилось вдвое. Первоначальный кампус 5 000 м² был расширен до 8 700 м².
31 августа 1999 года Федеральное министерство науки и образования признало Университет прикладных наук Винер-Нойштадта первым университетом Австрии в области прикладного образования. В сентябре 1999 года первые студенты курса семейной медицины начали учебу в кампусе Визельбурга, а сотрудники приступили к исследовательской деятельности в этой области. Начала свою деятельность дочерняя исследовательская компания FH FOTEC.
В сентябре 2002 года в Тульне началось обучение по курсу биотехнологий.
В 2004 году учебная программа университета была преобразована в новую двухступенчатую систему образования в соответствии с Болонским процессом. Появились бакалаврские и магистерские программы.
В 2005 году медицинских курс переехал в кампус Винер-Нойштадт, где был произведен набор на четыре курса бакалавриата (биомедицинский анализ, эрготерапия, радиологические технологии и логопедия). Был создан курс полициейского менеджмента в сотрудничестве с Академией безопасности Федерального министерства внутренних дел, в первую очередь для старших должностных лиц Федеральной полиции .
Весной 2015 года университет приобрел 100 % университета Ferdinand Porsche Fern-FH. Но по настоянию министерства был продан в 2017 году, поскольку один владелец не должен управлять двумя университетами прикладных наук.

## Программы обучения
- Факультет бизнеса
  - Деловое администрирование (бакалавриат — на немецком)
  - Развитие бизнеса и управление продажами (магистратура — на немецком)
  - Электронная коммерция (магистратура — на немецком)
  - Предпринимательство и прикладной менеджмент (магистратура — на немецком)
  - Эко-маркетинг (магистратура — на немецком)
  - Инновации, цифровизация и предпринимательство (магистратура — на немецком)
  - Разработка пищевых продуктов и управление ресурсами (магистратура — на немецком)
  - Маркетинг и потребительские исследования (магистратура — на немецком)
  - Маркетинг продукции и управление инновациями (магистратура — на немецком и английском)
  - Маркетинг продукта и управление проектами (магистратура — на немецком)
  - Управление продажами (магистратура — на немецком)
  - Управление продажами и инновациями (магистратура — на немецком)
  - Бизнес-администрирование и менеджмент (магистратура — на немецком)
  - Управление городским аэропортом (краткосрочный курс — на английском)
  - Международный бизнес-консалтинг (бакалавриат, магистратура -на английском)
- Инженерный факультет
  - Аграрные технологии и цифровое сельское хозяйство (бакалавриат -на немецком)
  - Технологии (бакалавриат, магистратура — на немецком)
  - Наука о биоданных (магистратура — на немецком)
  - Биотехнические процессы (бакалавриат, магистратура — на немецком)
  - Эко-дизайн (магистратура — на немецком)
  - Информатика в здравоохранении (магистратура — на немецком)
  - Информатика (бакалавриат, магистратура — на немецком)
  - Мехатроника/Микросистемная техника (бакалавриат — на немецком)
  - Технологии безотходного производства и экономии (магистратура — на немецком)
  - Системы регенерации энергии и технический менеджмент (магистратура — на немецком)
  - Робототехника (магистратура — на немецком)
  - Аэрокосмическая инженерия (магистратура -на английском)
- Факультет здоровья
  - Медтехника — функциональная визуализация, традиционная и ионная лучевая терапия (магистратура- на английском)
  - Общее здоровье и уход (бакалавриат — на немецком)
  - Биомедицинская аналитика (бакалаврита — на немецком)
  - Диагностика УЗИ — сонография (магистратура — на немецком)
  - Эрготерапия (бакалавриат — на немецком)
  - Здоровье и уход (бакалавриат — на немецком)
  - Логопедия (бакалавриат — на немецком)
  - Радиологические технологии (бакалавриат — на немецком)
- Спортивный факультет
  - Тренерство и спортивный менеджмент (баклавриат, магистратура — на немецком)
- Факультет безопасности
  - Менеджмент в полиции (бакалавриат — на немецком)
  - Стратегическое управление безопасностью (магистратура — на немецком)

Также проводятся краткосрочные курсы повышения квалификации по медицине и уходу, безопасности, педагогике и преподаванию в полиции.